# Макар'євська сільська рада (Топчихинський район)
Мака́р'євська сільська рада (рос. Макарьевский сельский совет) — сільське поселення у складі Топчихинського району Алтайського краю Росії.
Адміністративний центр — село Макар'євка.

## Населення
Населення — 670 осіб (2019; 733 в 2010, 910 у 2002).

## Склад
До складу сільської ради входять:
| Населений пункт    | Населення, осіб (2002) | Населення, осіб (2010) |
| ------------------ | ---------------------- | ---------------------- |
| Лаврентьєвка, село | 173                    | 59                     |
| Макар'євка, село   | 557                    | 505                    |
| Михайловка, село   | 180                    | 169                    |